# GROOVE TUBE
「GROOVE TUBE」（グルーヴ・チューブ）は、1991年3月20日に発売されたフリッパーズ・ギター通算5作目のシングル。

## 解説
「GROOVE TUBE」はアルバム『DOCTOR HEAD'S WORLD TOWER -ヘッド博士の世界塔-』からの先行シングルでアルバム収録曲と同内容。カップリングに“パート2”が収録されているため、ジャケットには“パート1”の併記がある。前作「LOVE TRAIN」のカップリング曲「SLIDE」で表出したサンプリング手法をより前面に押し出した作品。
一般的に“ネオアコ”とカテゴライズされていた前作『CAMERA TALK』からの大幅な路線変更と解釈された今作について小山田圭吾は「べつにそんなこと言ったら『カメラ・トーク』だってネオアコかっつったら、べつにネオアコじゃないっていう……。わかんないけど。それよりも、もっとなんか、僕らの手法とかそういうことがもっと明確になったなあっていう」「だから、あれはサンプラーを駆使して作ったっていう。今回はもうヒップ・ホップの方法論みたいなのがばっちり僕らにハマッちゃったなって気がして。すごい、いい加減なんですけどね。イメージ・サンプリングって言うか」と、インタビューで答えている。また、小山田が雑誌『WHAT's IN?』“SELF LINER NOTES”掲載のために「『このフリッパーズ・ギター史上最もパワフルなシングルは、激しく腰をシェイクするB'zのリズム。布袋を思わせるハードエッジなギター・サウンド。時にクールで、時には熱くハートを締めつけるヴォーカルは氷室のようだ。巷で話題のマンチェスター・サウンドの取り入れ方は、日本一のマンチェスター通ゴーバンズか電気グルーヴか。どこかコミカルで裏がありそうな歌詞はユニコーンの<命果てるまで>と肩を並べ、それでいて骨太なところが往年のパンタを思わせるが、ロックという型に納まりきらないザ・ブームに通じ、大江千里のような隣のお兄さん的素顔がのぞく。BUCK-TICKゆずりの頽廃美とも相まって、KANの<愛は勝つ>に勝るとも劣らない、“頑張れよ、寂しいのはお前だけじゃないんだぞ!”と万人にアピールする優しさをよりリアルにかもし出す1曲となっており、宇都宮美穂さえバンドブームに巻き込むことでしょう。買って』（フリッパーズ・ギター）」という文章を執筆している。一方の小沢健二も、「ただね、ある日決意して悔い改めて作ったっていうんではないですよ。あくまでも自然の流れでこれが出てきたという」「だから、……僕らもともとネオアコだっていう意識ないし、もちろん“ロックは骨がなきゃあ”とか考える人たちではないし、“やっぱりオリジナリティ!”方面の人でもないでしょ? だからそういうフニャモラーな形でチンタラやってて今回みたいに“これは!”っていわれる時がくるっていう。これがフリッパーズですよ」と、インタヴューで答えている。さらに「この『グルーヴ・チューブ』はまだワキ毛を出しただけって感じなんですよ。これが出て、次のアルバムが出るまでの間っていうのはフリッパーズ・ファンは一番スリリングだと思う。その間にいろいろと考えてくれればいいなあ、と思う」「今までフリッパーズにピンと来た人って6万人いるんですよ、悪いけど。でも、ピンと来てるわけないんだよね、ただ売れただけで、絶対。だから……僕らが今までやってきた事に飽きたという、それ以外ないですよ。だけど、このシングルでようやく、ホント“ようやく”って感じですよ、わかる人がバッと増幅するっていうのはね……いよいよ次のアルバムは! ってとこなの。そうなんです、ホント」と、このシングルの真意について答えていた。
「GROOVE TUBE pt.2」は“パート1”のリミックス・ヴァージョン。オリジナル・アルバムには未収録で、解散後にリリースされたベスト&レア・トラック集『colour me pop』に収録された。

## 収録曲
| 全作詞・作曲: Double Knockout Corporation。 |                                                       |                             |                             |      |
| #                                           | タイトル                                              | 作詞                        | 作曲・編曲                  | 時間 |
| 1.                                          | 「GROOVE TUBE」(マツダ・ファミリアアスティナCMソング) | Double Knockout Corporation | Double Knockout Corporation | 5:36 |
| 2.                                          | 「GROOVE TUBE pt.2」                                  | Double Knockout Corporation | Double Knockout Corporation | 9:14 |
| 合計時間:                                   | 合計時間:                                             | 14:50                       |                             |      |

## クレジット
| GROOVE TUBE                                      |
| SONG & PRODUCTION BY DOUBLE KNOCKOUT CORPORATION |

| PERFORMED BY FLIPPER'S GUITAR | : | - KEIGO OYAMADA (vo,g) - KENJI OZAWA (g,vo) |

| ADDITIONAL MUSICIANS | : | - MECKEN (b) - DAISAKU KUME (p) - MISHIO OGAWA* (vo) |

|                                                        |
| GROOVE TUBE pt.2                                       |
| SONG & PRODUCTION BY DOUBLE KNOCKOUT CORPORATION       |
| REMIXED BY DOUBLE KNOCKOUT CORPORATION AND ZIN YOSHIDA |

### スタッフ
| PRODUCERS : DOUBLE KNOCKOUT CORPORATION, ZIN YOSHIDA AND KENICHI MAKIMURA |
| MIXING ENGINEER : ZIN YOSHIDA                                             |
| RECORDING ENGINEER : TOHRU KATAYAMA                                       |
| OPERATOR : TOYOAKI MISHIMA                                                |
| DIRECTOR : ICHIRO OKA                                                     |
| PUBLIC RELATIONS STAFF : KEI SAKURAGI                                     |
|                                                                           |

| FLIPPERS THANKS TO | : | - SCHA DARA PARR for waza, - YOSHIE-CHAN for african postcards, - DOGGY DOG DEE for migawari, - AKEMI-SAN for make-up, SHINO-SAN for clothes, - UMEYAMA for goo - AND YOU for buy this record! |
|                    |   | |

| ALSO THANKS TO : YUKARI HUSBANDSCAPE TAKABATAKE                             |
|                                                                             |
| ART DIRECTOR : MITSUO SHINDO for contemporary production                    |
| DESIGNER : SAWAKO NAKAJIMA for contemporary production                      |
| PHOTOGRAPHER : KAZUHIRO KITAOKA                                             |
|                                                                             |
| ARTIST MANAGEMENT : KENICHI OKEDA AND MAMI KAWAGUCHI for T.K.O. corporation |
|                                                                             |
| * Mishio Ogawa by the courtesy of EPIC/SONY RECORDS                         |

## カバー
| アーティスト                   | 収録作品                                                                  | 発売日         | 規格 | 品番       |
| ------------------------------ | ------------------------------------------------------------------------- | -------------- | ---- | ---------- |
| TOKYO'S coolest combo          | TOKYO'S COOLEST COMBO IN TOKYO                                            | 1993年07月01日 | CD   | COCA-10867 |
| meg                            | GROOVE TUBE                                                               | 2003年06月11日 | CD   | WPCL-70001 |
| meg                            | room girl                                                                 | 2003年07月09日 | CD   | WPCL-10014 |
| イズミカワソラ                 | TRIBUTE TO FLIPPER'S GUITAR                                               | 2003年11月19日 | CD   | SORA-0001  |
| WACKY-TV                       | The Sound Of SOFTLY! Vol.1 Bandwagonesque 〜tribute to Flipper's Guitar〜 | 2004年02月04日 | CD   | SFTL-1003  |
| WACKY-TV                       | The Sound Of SOFTLY! 〜Tribute to Flipper's Guitar〜 Analog Edition Vol.2 | 2004年05月12日 | LP   | SFTL-1007  |
| VENUS PETER                    | Hands e.p.                                                                | 2006年07月08日 | CD   | KOGA-185   |
| 曽我部恵一と井の頭レンジャーズ | GROOVE TUBE / BORN SLIPPY                                                 | 2017年07月26日 | 7"   | PARK-1012  |

## リリース日一覧
| 地域 | リリース日    | レーベル | 規格             | カタログ番号 | 備考                                                                                                 |
| ---- | ------------- | -------- | ---------------- | ------------ | --- |
| 日本 | 1991年3月20日 | POLYSTAR | 8cmCDシングル    | PSDR-1104    | |
| 日本 | 1991年3月20日 | POLYSTAR | CT               | PSSR-1104    | A面に「GROOVE TUBE pt.1」、B面に「GROOVE TUBE pt.2」を収録。                                         |
| 日本 | 1991年        | POLYSTAR | 12インチシングル | RI-4020      | プロモ盤。A面に「GROOVE TUBE pt.1 & 2」、B面に「Big Bad Disco (Smaller)」、「Big Bad Disco」を収録。 |